# اوبر دوپون
اوبر دوپون (انگلیسی: Hubert Dupont؛ زادهٔ ۱۳ نوامبر ۱۹۸۰) دوچرخه‌سوار اهل فرانسه است.
از باشگاه‌هایی که در آن بازی کرده‌است می‌توان به آژ۲آر لا موندیال، دلکو–مارسی پوونس کی‌تی‌ام، آر.ای.ژ.تی. سمنس، و آر.ای.ژ.تی. سمنس، اشاره کرد.